# OU7 Women Cycling Team
OU7 Women Cycling Team is een vrouwenwielerploeg, die in 2022 is opgericht in Oezbekistan en deelneemt aan wedstrijden bij de elite vrouwen.
In 2023 werd voornamelijk meegedaan aan wedstrijden in Azië, waarbij ze hoog eindigden in de ranking van de UCI Women's Continental Teams. Hierdoor konden ze zich inschrijven voor wedstrijden van de UCO Women's World Tour in 2024, en kwalificeerde Oezbekistan zich tevens voor de Olympische Zomerspelen van Parijs. 
In 2024 werd er deelgenomen aan de Ronde van Frankrijk, waar het team ophef veroorzaakte doordat er vier rijders uit het team in de eerste etappe al het tempo niet konden bijbenen en uit koers werden genomen. Enkel Yanina Kuskova finishte n werd uiteindelijk 47e in de einduitslag.
In 2025 werd het team hernoemd van Tashkent City' naar OU7 Women Cycling Team. 

## Team
- Shaknoza Abdullaeva
- Evgenyua Golotina
- Madina Kakhorova
- Nafosat Kozieva
- Anna Kulikova
- Yanina Kuskova
- Margarita Misyurina
- Elena Zaytseva